# Jason McCaslin
Pour les articles homonymes, voir McCaslin.
Jason Paul McCaslin, dit Cone McCaslin, né le 3 septembre 1980 à North York en Ontario, aujourd'hui quartier de Toronto, est un musicien et compositeur canadien, membre des groupes Sum 41 et The Operation M.D..

## Biographie

### Carrière musicale
Jason McCaslin a commencé à jouer de la basse à 14 ans avec une basse achetée pour 20 dollars[réf. nécessaire] dans le groupe amateur Second Opinion aux côtés de Matt Brann, qui est devenu par la suite batteur d’Avril Lavigne de 2002 à 2007. Il rejoint par la suite le groupe de punk rock Sum 41 en février 1999 en remplacement de Mark Spicoluk, et y gagne son surnom de "Cone", attribué par Deryck Whibley, le chanteur du groupe, en raison de son goût prononcé pour les cônes glacés,.
Il fait également partie du groupe The Operation M.D. qu'il a fondé avec Todd Morse de H2O. Ces deux derniers se sont respectivement attribué les surnoms Dr Dynamite et Dr Rocco. Il s'agit d'un projet en parallèle de leurs groupes respectifs.
Il est influencé par des artistes tels que Mike Dirnt, Sting ou encore Matt Freeman, et ses albums préférés sont The Colour and the Shape de Foo Fighters, …And Out Come the Wolves de Rancid, Greatest Hits de The Police, Hysteria de Def Leppard et Punk in Drublic de NOFX. McCaslin joue principalement sur une Fender Precision Bass blanche avec un pickguard noir.

### Vie privée
D'origines irlandaises et suédoises, Jason McCaslin a deux sœurs, Katie et Allison. Il est marié depuis le 5 septembre 2008 avec Shannon Boehlke.

## Discographie
Avec Sum 41
- Half Hour of Power (2000)
- All Killer No Filler (2001)
- Does This Look Infected? (2002)
- Chuck (2004)
- Underclass Hero (2007)
- Screaming Bloody Murder (2011)
- 13 Voices (2016)
- Order in Decline (2019)

Avec The Operation M.D.
- We Have an Emergency (2007)
- Birds + Bee Stings (2010)

Avec Iggy Pop
- Skull Ring (2003) - basse sur Little Know It All